# 風水害・あなたを守る情報ラジオ
風水害・あなたを守る情報ラジオ（ふうすいがい あなたをまもるじょうほうラジオ）は、九州地方の各AMラジオ放送局で放送される、風水害への備えと防災意識を高めることを目的としたラジオ番組である。

## 概要
RKBラジオをホスト局にJRNで放送する年と、KBCラジオをホスト局にNRNで放送する年があり、原則として年1回、梅雨～夏に放送される。過去にはNHKを含む九州のすべてのAMラジオ局で同時放送していた。なお2011年は6月27日12:10-12:59、RKBラジオをホスト局として6局ネットで放送される。
これ以外にも、1995年1月17日未明に発生した阪神・淡路大震災以降、地震をテーマにしてRKB・KBCの2局共同で「大災害・あなたを守る情報ラジオ」として放送したり（第1回目の1996年の放送はNHK福岡も参加）、2005年3月20日の福岡県西方沖地震発生以降は在福の民放ラジオ5局（RKB・KBC・FM福岡・CROSS FM・LOVE FM）で「ライフサポーター あなたを守る防災ラジオ」として放送したりしている。またそれぞれの局単独で企画、放送することもある。ただし2007年3月20日の「ライフサポーター あなたを守る防災ラジオ」の放送ではNHK福岡第一を含めた在福のラジオ6局が参加し、NHK北九州第一を含めた7局で放送された。

## ネット局

### JRNの場合
- RKB毎日放送
- 長崎放送
  - (NBCラジオ佐賀)
- 熊本放送
- 大分放送
- 宮崎放送
- 南日本放送

### NRNの場合
- 九州朝日放送
- 長崎放送
  - (NBCラジオ佐賀)
- 熊本放送
- 大分放送
- 宮崎放送
- 南日本放送